# Fetakgomo Tubatse Local Municipality
Fetakgomo Tubatse (englisch Fetakgomo Tubatse Local Municipality) ist eine 2016 gegründete Lokalgemeinde im Distrikt Sekhukhune der südafrikanischen Provinz Limpopo. Der Verwaltungssitz befindet sich in Burgersfort mit einer Außenstelle in Apel. Der Bürgermeister ist Ralepane Samuel Mamekoa.
Fetakgomo Tubatse entstand mit Wirkung vom 22. Juli 2016 aus einer Fusion der vorherigen Lokalgemeinden Fetakgomo und Greater Tubatse.

## Städte und Orte
- Apel
- Burgersfort
- Ohrigstad
- Steelpoort

## Bevölkerung
2011 lebten in dem Gebiet 429.471 Einwohner in 106.050 Haushalten auf einer Fläche von 5693 km².